# Nettersheim
Nettersheim – miejscowość i gmina w Niemczech, w kraju związkowym Nadrenia Północna-Westfalia, w rejencji Kolonia, w powiecie Euskirchen. W 2010 roku liczyła 7687 mieszkańców.

## Współpraca
Miejscowość partnerska:
- Zutendaal, Belgia